# Cal Gallina (la Pedra)
Cal Gallina és una masia del poble de la Pedra, al municipi de la Coma i la Pedra, a la Vall de Lord (Solsonès).
Està situada a l'altiplà de Pratformiu a 1.450 m. d'altitud.